# Claudio Giorgi
Claudio Giorgi, pseudonimo di Claudio Giorgiutti (Tarcento, 1944), è un attore e regista italiano.

## Carriera
Nella sua carriera ha usato gli pseudonimi Claudio De Molinis e Claude Miller.

## Filmografia

### Attore
- Incontro, regia di Piero Schivazappa (1971)
- Un apprezzato professionista di sicuro avvenire, regia di Giuseppe De Santis (1972)
- 4 caporali e ½ e un colonnello tutto d'un pezzo, regia di Bitto Albertini (1973)
- Lo strano ricatto di una ragazza per bene, regia di Luigi Batzella (1974)
- I figli di Zanna Bianca, regia di Maurizio Pradeaux (1974)
- Brigitte, Laura, Ursula, Monica, Raquel, Litz, Maria, Florinda, Barbara, Claudia e Sofia, le chiamo tutte "anima mia", regia di Mauro Ivaldi (1974)
- Attenti... arrivano le collegiali! , regia di Giorgio Mille (1975)
- Che botte ragazzi!, regia di Bitto Albertini (1975)
- L'unica legge in cui credo, regia di Claudio Giorgi (1976)
- Poliziotto sprint, regia di Stelvio Massi (1977)
- Il mondo dei sensi di Emy Wong, regia di Bitto Albertini (1977)

### Regista
- Ancora una volta... a Venezia (1975)
- L'unica legge in cui credo (1976)
- Candido erotico (1977)
- La febbre americana (American Fever) (1978)
- Tranquille donne di campagna (1980)
- C'è un fantasma nel mio letto (1981)

### Soggetto
- L'unica legge in cui credo (1976)
- La febbre americana (American Fever) (1978)

### Sceneggiatore
- Ancora una volta... a Venezia (1975)

### Aiuto regista
- Il mondo dei sensi di Emy Wong (1977)